# NGC 7058
NGC 7058 – chmura gwiazd (być może gromada otwarta) znajdująca się w gwiazdozbiorze Łabędzia. Odkrył ją John Herschel 8 września 1829 roku. Jej odległość od Słońca szacuje się na 404 parseki.